# Elizabeth Craig
Pour les articles homonymes, voir Craig.
Marion Elizabeth « Betty » Craig, née le 26 septembre 1957 à Brockville, est une rameuse d'aviron canadienne.

## Carrière
Elizabeth Craig participe aux Jeux olympiques d'été de 1976 à Montréal, terminant cinquième du deux sans barreur, puis remporte la médaille d'argent de deux sans barreur des Jeux olympiques d'été de 1984 à Los Angeles avec Tricia Smith.
Elle remporte aux Championnats du monde d'aviron la médaille de bronze de huit en 1977 à Amsterdam, la médaille d'argent de deux sans barreur en 1978 à Karapiro, la médaille d'argent de deux sans barreur en 1981 à Munich et la médaille de bronze de deux sans barreur en 1982 à Lucerne et en 1983 à Duisbourg.